# فلیکس بلوخ
فلیکس بلوخ (به آلمانی: Felix Bloch) دانشمند یهودی آمریکایی سوئیسی-تبار و یکی از مخترعان تشدید مغناطیسی هسته است.
بلوخ بخاطر این کشف خود، برنده جایزه نوبل فیزیک سال ۱۹۵۲ گردید.
وی کارمند آزمایشگاه ملی لاس آلاموس در پروژه منهتن بود.
بلوخ در کرسی استادی در دانشگاه استنفورد و دانشگاه هاروارد خدمت نمود.

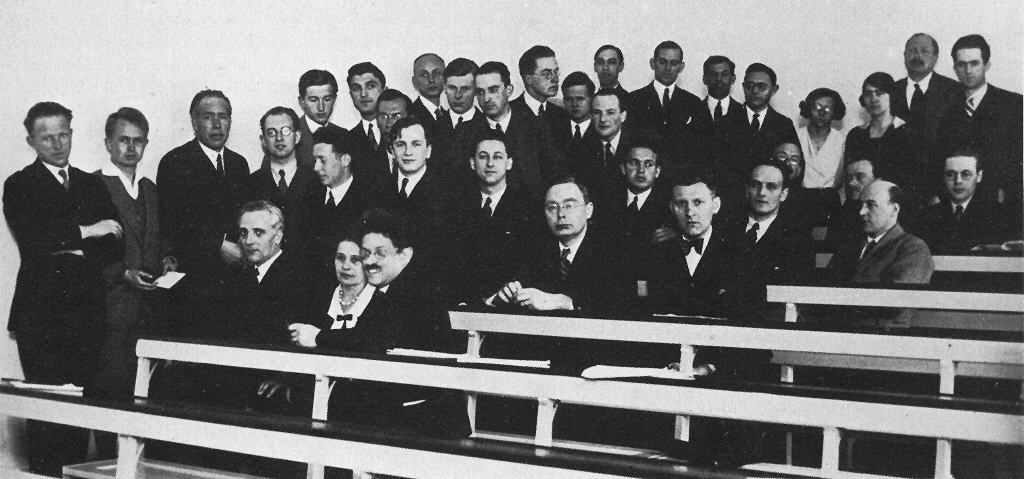
بلوخ در حال ایستادن، پشت به دیوار، نفر ششم از چپ، کنفرانس بهاری کپنهاگ سال ۱۹۳۲